# Дружество по Закона за задълженията и договорите
Дружество по закона за задълженията и договорите (ДЗЗД) е неперсонифицирано гражданско дружество, създадено с договор между 2 или повече лица за обединяване на своята дейност и постигане на обща цел, т.е. за извършване на съвместна дейност. Този тип неперсонифицирани дружества се регламентира от Закона за задълженията и договорите (ЗЗД).

## Учредяване на ДЗЗД
Членове 357-364 от ЗЗД уреждат:
- Създаването и прекратяването на неперсонифицираните дружества;
- Осъществяването на дейността;
- Правомощията на съдружниците.

Подобно на търговските дружества, съдружниците в ДЗЗД могат да договарят и правят имуществени и парични вноски за постигане на съвместната си цел. Вноските са обща собственост на съдружниците, включително и вложените в стопанската дейност вещи и стоки, в качеството им на услуги, материали, гориво, суровини.
Всичко, което е придобито от дружеството става обща собственост на съдружниците. Всеки съдружник има право да иска и да получи своя дял от общата собственост на дружеството, но само при излизане от него или при прекратяване на дружеството. Печалбите и съответно загубите на гражданското дружество се разпределят между съдружниците съразмерно с техния дял, ако в договора не е уговорено друго. Съгласно чл. 361 от ЗЗД се приема за недействителна всяка уговорка за изключване на някой от съдружниците от участие в загубите и печалбите на дружеството.
Неперсонифицираното дружество се прекратява:
- При изтичане на срока, за който е създадено и който е посочен в договора;
- При постигане целта на дружеството или ако постигането ѝ е станало невъзможно;
- При смърт или запрещение на един от съдружниците, в случай че в договора не е уговорено друго;
- С предизвестие на един от съдружниците, направено добросъвестно и в подходящо време, при условие, че дружеството не е образувано за определен срок и ако не е уговорено изрично, че дружеството ще продължи да осъществява дейността си с останалите съдружници;
- Дружеството се прекратява и по решение на съда, ако има основателни причини за това.

## Управление на ДЗЗД
Формата на неперсонифицираното дружество има специфичен статут, различаващ се от правния статут на юридическите лица, но по отношение на данъчната регистрация, данъчното облагане, събирането на вземанията и обжалването на данъчните актове то се приравнява към юридическите лица [чл. 18, ал. 2 от Данъчния процесуален кодекс и параграф 11 от ПЗР на Закона за корпоративното подоходно облагане]. Приравнено на останалите юридически лица ДЗЗД се регистрират по общия ред на ДПК, начисляват и внасят данъците по ЗКПО или патентен данък, попълват и подават годишна данъчна декларация, регистрират се по ЗДДС, ако отговарят на условията, посочени в закона.
Няма разлика в отношенията на неперсонифицираното лице с трудовото законодателство, в качеството на тези дружества на възложител или работодател, където следва да се удържа от доходите, изплащани на физическите лица, авансов данък по реда на чл. 36 и 38 от ЗОДФЛ.